# Philippe Berling
Pour les articles homonymes, voir Berling (homonymie).
Philippe Berling est un metteur en scène de théâtre et d’opéra, pédagogue, adaptateur et auteur français, né le 21 août 1955 à La Rochelle.

## Biographie
Philippe Berling est issu d'une fratrie de six enfants (trois sœurs et trois frères), dont le comédien Charles Berling. Fils de Christian Berling, médecin de marine anesthésiste réanimateur mort  en 2010 et de Nadia Dumoulin, professeur d'anglais, née à Meknès (Maroc) et morte en 2004. Il est aussi le neveu de l'universitaire et critique littéraire Raymond Picard.
Philippe Berling grandit à Toulon où il commence à faire du théâtre au sein de l’atelier théâtre du lycée Dumont-d'Urville. Durant l'été 1975, il participe aux débuts du Théâtre du Rocher de La Garde et joue dans deux spectacles, mis en en scène par César Gattegno :  Drame  à Toulon de Claude Martin et Henri Delmas (juin) puis Le Brave Soldat Sveik de Milan Kapel ( juillet 1975).
Il crée en 1978 la compagnie Théâtre Obligatoire qui met au cœur de ses activités le questionnement sur la place de l’artiste dans la société. En 1984, il obtient une bourse de la Villa Médicis hors les murs aux USA. Il est titulaire depuis 1993 du CA (Certificat d’Aptitude aux fonctions de professeur d’art dramatique dans les écoles contrôlées par l’État). Son parcours de metteur en scène de théâtre et d’opéra le mène au Théâtre National de Strasbourg où il occupe également la fonction de programmateur de 1990 à 1993. Il est ensuite nommé directeur du Théâtre du Peuple de Bussang de 1995 à 1997. De 1997 à 2010, sa compagnie est en résidence artistique successivement au Théâtre Granit Scène Nationale de Belfort, au Théâtre d’Auxerre, à l’Espace Michel Simon de Noisy-le-Grand, aux Fêtes Nocturnes de Grignan et à Coulommiers. De 2010 à 2015, il initie et codirige avec son frère Charles Berling le Théâtre Liberté de Toulon. Depuis 2016, il a repris des activités artistiques en Bourgogne, où il s'est installé, près de Semur-en-Auxois.
Philippe Berling alterne les créations d'auteurs contemporains et classiques et des spectacles singuliers, adaptés à des lieux en dehors des théâtres ou pour des commandes ponctuelles. 
Depuis 1975, il enseigne l’art dramatique au sein de nombreux ateliers de pratique théâtrale de tous niveaux, pour toutes sortes de publics : écoles supérieures d’art dramatique, cours privés, troupes d’amateurs, ateliers thérapeutiques pour enfants autistes, hôpitaux de jour, enseignement primaire, secondaire, universitaire, formation de formateurs.
Il est également conseiller municipal de la commune de Chassey depuis 2020. 

### Vie privée
Philippe Berling est marié à Nathalie Prats. Ils ont trois enfants, tous trois artistes : Balthazar Berling, artiste plasticien, Maïa Berling, clown, et Noé Berling, musicien.

## Mises en scène
- 1978 : Ma révolution de 1830 d’après Alexandre Dumas. Création au Théâtre Poème de Bruxelles
- 1978 : Il est de la police d’après Eugène Labiche. Création au Caveau de Saint Josse (Bruxelles)
- 1979 : Ma nuit au jour le jour d’après Constant Malva. Création au Théâtre Poème de Bruxelles
- 1982 : Un chien mérite une mort de chien de Michel Gheude. Création Théâtre Obligatoire à la Salle Stassart (Bruxelles)
- 1983 : Lysistrata d’Aristophane avec la Cie amateur des Communautés européennes
- 1983 : La Barca da Venezia per Padova d’Adriano Banchieri. Création à l’Opéra Royal de Wallonie (Liège)
- 1984 : L’Excès-L’usine d’après Leslie Kaplan. Création à Théâtre Ouvert
- 1990 : Alcina de Haendel. Création au Grand Théâtre de Genève[2],[3]
- 1991 : Alcina de Haendel. Création à l’Opéra d’Anvers
- 1992 : Agésilan de Colchos de Rotrou. Création au Théâtre National de Strasbourg
- 1992 : Les Rossignols de l’âme d’après Rossini. Création Pro Lyrica (Strasbourg)
- 1993 : La Petite Catherine de Heilbronn de Kleist. Création au Théâtre du Peuple de Bussang
- 1994 : Le Pays des insectes d’après Jean-Henri Fabre. Création au Théâtre de l’Athénée Louis Jouvet
- 1994 : Acis et Galatée de Haendel. Création à la Maison de la Culture d’Amiens
- 1995 : Le Lundi de la Pentecôte, La Reine Violante de Maurice Pottecher et Au rêve de gosse de Serge Valletti. Création au Théâtre du Peuple de Bussang
- 1996 : Le Jouvet d’une illusion d’Alain Gerber. Création au Théâtre Granit de Belfort version « théâtre en appartement » et au Théâtre de l’Athénée Louis Jouvet version « salle de théâtre »
- 1996 : Peer Gynt d’Ibsen. Création au Théâtre du Peuple de Bussang
- 1997 : Au rêve de gosse de Serge Valletti (2e version). Création à La Chartreuse de Villeneuve-lez-Avignon
- 1997 : La Noce d’après Tchekhov, Daniil Harms et Denise Bonal. Création dans des hôtels restaurants de La Bresse et Bussang, par les amateurs du Théâtre du Peuple de Bussang
- 1998 : L’Apprentissage de Jean-Luc Lagarce. Création au Théâtre Granit de Belfort
- 1998 : La Cruche cassée de Kleist. Création au Théâtre Granit de Belfort
- 1999 : Allô dodo, service de lecture pour insomniaques. Création au Théâtre Granit de Belfort
- 1999 : Un corps en trop d’après Marie-Victoire Rouillier, création à l’Hôtel Atria de Belfort
- 1999 : Nique ta botanique d’après Claude Gudin, création au Théâtre Granit de Belfort
- 1999 : L’Histoire du soldat de Ramuz et Stravinsky. Création au Théâtre Granit de Belfort
- 1999 : Le Prince de Hombourg de Kleist. Création au CDN de Besançon
- 2000 : Il y a toujours un monde après la fin du monde de Michel Gheude. Création au Théâtre Granit de Belfort
- 2001 : Noir c’est noir. Création au Théâtre d’Auxerre
- 2001 : Pinocchio court toujours opéra de Romain Didier et Pascal Mathieu. Création à la Maison du Peuple de Belfort
- 2002 : La Dame du désert d'après Odette du Puigaudeau. Création à Chinguetti (Mauritanie)
- 2002 : Le Marcheur du siècle d'après Théodore Monod. Création au Théâtre d’Auxerre
- 2002 : Empty quarter de Philippe Berling. Création au Théâtre d’Auxerre
- 2002 : Sept Don Juan d’après Tirso de Molina, Da Ponte, Hoffmann, Horvath, Frisch, Kundera et Zorro. Création au Salon du Livre et de la Jeunesse de Montreuil
- 2002 : L’Heure du diable d’après Fernando Pessoa. Création à l’Ocrerie d’Auxerre
- 2003 : Il est de la police d’après Eugène Labiche, création au Théâtre d’Auxerre
- 2003 : La Maison des Piedalloues, enquête spectacle. Création sous chapiteau au quartier des Piedalloues à Auxerre
- 2004 : Feu la mère de madame de Feydeau et La Sortie au théâtre de Karl Valentin. Création au Théâtre d’Auxerre
- 2004 : Le Mariage de Figaro de Beaumarchais. Création aux Fêtes nocturnes de Grignan
- 2005 : Les Aventures de Gepetto d'après Collodi. Création à la menuiserie Fargues de Carcassonne
- 2006 : Mr Armand dit Garrincha de Serge Valletti. Création au Gymnase de la commune Les Lilas
- 2006 : Ton beau placard de Philippe Berling. Création au Théâtre municipal de Coulommiers
- 2007 : Toilettes Dames, création collective, avec les amateurs de Coulommiers
- 2007 : Vauban de Ré d’après Vauban. Création à Saint-Martin-de-Ré
- 2007 : Il est de la police d’après Eugène Labiche (nouvelle version). Création à la Sucrerie de Coulommiers
- 2009 : Une Demande en mariage, Les Méfaits du tabac, L’Ours de Tchekhov. Création au Théâtre municipal de Coulommiers
- 2011 : L’Art de la comédie d’Eduardo De Filippo. Création au Théâtre Liberté de Toulon
- 2014 : Lysistrata d’Aristophane avec les amateurs du Théâtre Liberté de Toulon
- 2015 : Le Songe d’une nuit d’été de Shakespeare avec les amateurs du Théâtre Liberté de Toulon
- 2015 : L’Amour c’est la guerre avec les comédiens de l’ensemble 22 de l’Erac. Création à la FabricA d’Avignon
- 2015 : Pan ! de Miquèu Montanaro et Jean-Michel Bossini, avec le Bélouga quartet. Création au Théâtre Liberté de Toulon
- 2015 : Meursaults[4],[5],[6] d’après Kamel Daoud. Création au Festival In d’Avignon
- 2017 : Des Méfaits du tabac d'Anton Tchekhov. Création à l'ancien tribunal de Semur-en-Auxois
- 2018 : La Ronde d'Arthur Schnitzler avec la Compagnie amateur de l'Oze. Création à la salle polyvalente de Ravières et reprise au Festival Avignon Off 2018 (Théâtre de la Rotonde)
- 2018 : Le Promontoire du songe de Victor Hugo. Création au Théâtre de Semur-en-Auxois
- 2019 : Sur les rails de Philippe Berling et Véronique Goulet. Création au Pantographe de Venarey-Les Laumes
- 2021 : Le Rêve de l'Ile de Sable de Philippe Berling et Marie-Louise Duthoit pour l'ensemble de musique baroque Actéa19. Avant première au Lycée Dumont d'Urville de Toulon.
- 2021 : Le G5 du Drap d'Or de Philippe Berling pour l'ensemble de musique Renaissance Les Voix Animées. Création à Châteauvallon Liberté, scène nationale.
- 2022 : La Souricière d'Agatha Christie avec la Compagnie amateur de l'Oze. Création au Pantographe de Venarey-Les Laumes.

## Écrits
- 1981 : Le théâtre militant en Belgique francophone de 1970 à 1980 article paru dans Rue des usines n° 6,7,8,9, revue trimestrielle consacrée à la culture populaire
- 1998 : Étude sur la restructuration de l'enseignement de l'art dramatique et la création d'une classe pré professionnelle dans l'Arc Alpin fédérant les Conservatoires de Grenoble, Annecy et Chambéry (commande de la Drac Rhône Alpes, en collaboration avec Philippe Lebas), inédit
- 2002 : Empty quarter, spectacle parlé, chanté, dansé, inédit
- 2004 : La Sortie au théâtre, scénario d’un court métrage réalisé
- 2005 : Les Aventures de Gepetto, monologue, inédit
- 2007 : Ton beau placard, monologue, inédit
- 2014 : Bonnes vacances ! Éditions Amateurs Maladroits
- 2015 : Préface d’Antichambre[7] de Max Armengaud, Éditions Analogues
- 2019 : Sur les rails, fantaisie ferroviaire avec Véronique Goulet, Éditions La Structure.
- 2021 : Le Rêve de l'Ile de Sable spectacle musical co-écrit avec Marie-Louise Duthoit pour l'ensemble de musique baroque Actéa19. Inédit.
- 2021 : Le G5 du Drap d'Or spectacle musical pour l'ensemble de musique Renaissance Les Voix Animées. Inédit.